# 中御門家
中御門家（なかみかどけ）は、藤原北家勧修寺流支流の公家・華族の家。公家としての家格は名家、華族としての家格ははじめ伯爵家、後に侯爵家。

## 歴史

### 封建時代
藤原北家勧修寺流嫡流の吉田資経の次男経俊の四男経継が鎌倉時代後期にその住居から中御門と号したのに始まる。なお、経継の兄坊城俊定の系譜から勧修寺家と坊城家が出ている。
建治2年（1276年）経俊は子供たちに所領を分配し、経継には備中国両法華堂等二所が与えられている。
中御門家の公家としての家格は名家、旧家、内々。儒学・有職故実を家職とする。
室町時代の明豊、宣胤、宣秀は学識深く、衰微する朝廷で故実典礼を維持することに努めた。宣胤は『宣胤卿記』を残している。また宣秀と戦国時代の当主宣忠は敷奏を務めた。
江戸時代初期の当主宣衝（尚良）は院執権となり、彼の次男宣持は分家の公家岡崎家を創設した。宣衝の孫資煕は議奏を務めた。
江戸期の所領の表高は200石であり、屋敷は西院参町にあった。

### 明治以降

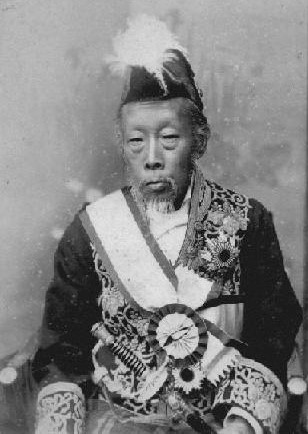
従一位勲一等中御門経之

幕末維新期の経之は、義兄岩倉具視とともに国事に奔走して倒幕と王政復古に貢献し、維新政府で議定、会計事務総督、造幣局掛などを歴任した。
明治2年（1869年）6月17日の行政官達で公家と大名家が統合されて華族制度が誕生すると、中御門家も旧公家として華族に列した。
明治2年（1869年）9月26日には王政復古への貢献により経之に賞典禄1500石が下賜された。
明治3年12月10日に定められた家禄は、現米で265石6斗。
明治9年8月5日の金禄公債証書発行条例に基づき家禄と賞典禄（実額375石）の合計640石6斗と引き換えに支給された金禄公債の額は2万8052円43銭2厘（華族受給者中176位）。当時の経之の住居は東京市麹町区富士見町。当時の家扶は北村勝万、座田重秀。
明治17年（1884年）6月に経之が隠居し、長男の経明が家督相続。直後の7月7日の華族令の施行で華族が五爵制になり、経明は大納言迄宣任の例多き旧堂上家として伯爵に叙せられた。更に 1888年（明治21年）1月17日に父の経之の維新の功により侯爵に陞爵した。
経之の三男経隆も明治17年7月8日の叙爵で分家華族として男爵に叙されている。
中御門経明侯爵には嗣子が無く、明治31年（1898年）12月に彼が死去吸すると、娘の萬千子（まちこ）が中御門家を相続し、女戸主になったため、華族令4条に基づき、華族の栄典を喪失したが、この翌年から再授爵の運動が見られ、分家の中御門経隆男爵の次男経恭が萬千子の養子となって中御門家を相続すると動きが加速する。
宮内省の審査の結果、中御門経之の維新の功により、中御門家に再度の侯爵位授爵が認められるべきと結論され、明治32年10月16日に明治天皇の裁可を得て、20日付けで経恭に侯爵位が与えられた。経恭の代の昭和前期に中御門侯爵家の邸宅は昭和前期に東京市麻布区三河台町にあった。

## 歴代当主
1. 中御門経継 （1258年 - 没年不詳）
2. 中御門経宣 （1279年 - 1340年）
3. 中御門経季 （1299年 - 1346年）
4. 中御門宣明 （1302年 - 1365年）
5. 中御門宣方 （1350年 - 没年不詳）
6. 中御門宣俊 （1371年 - 1414年）
7. 中御門宣輔 （1392年 - 1439年）
8. 中御門明豊 （1414年 - 1459年）
9. 中御門宣胤 （1442年 - 1525年）
10. 中御門宣秀 （1469年 - 1531年）
11. 中御門宣綱 （1511年 - 1569年）
12. 中御門宣治 （1517年 - 1555年）
13. 中御門資胤 （1569年 - 1626年）
14. 中御門尚良 （1590年 - 1641年）
15. 中御門宣順 （1613年 - 1664年）
16. 中御門資熙 （1635年 - 1707年）
17. 中御門宣基 （1659年 - 1680年）
18. 中御門宣顕 （1662年 - 1740年）
19. 中御門経廉 （1697年 - 1707年）
20. 中御門宣誠 （1691年 - 1730年）
21. 中御門宣時 （1727年 - 1745年）
22. 中御門俊臣 （1740年 - 1771年）
23. 中御門宣家 （1765年 - 1790年）
24. 中御門経定 （1779年 - 1817年）
25. 中御門資文 （1794年 - 1849年）
26. 中御門経徳 （1818年 - 1822年）
27. 中御門経之 （1820年 - 1891年）
28. 中御門経明（1850年 - 1898年）
29. 中御門萬千子（1889年 - 1975年）
30. 中御門経恭（1888年 - 1954年）
31. 中御門経資（1919年 - ）